# Totalitarismus
Totalitarismus, někdy též totalita, je politický systém, jehož vládnoucí skupiny neuznávají žádné meze svých pravomocí a snaží se regulovat všechny aspekty veřejného a soukromého života. Základními znaky totalitarismu jsou autokratická vláda a prosazování politické ideologie v oblasti veřejného i osobního života. Zpravidla je provázena a podmíněna státním nevolnictvím, zákazem cest do zahraničí, uzavřením hranic.

## Etymologie
Slovo totalitarismus je odvozené od totalitární, „totalitní“ vyznačující se totalitou, „úplností“. Totalita pochází z totalis „úplné, všezahrnující“ ve středověké latině odvozené od klasického latinského totus, „celý, všechen“. Z něho je odvozeno také latinské přislovce totaliter, „zcela úplně“.  

## Definice, hlavní rysy
Totalitarismus je formou vlády, typicky nastolovanou masivní ideologickou propagandou a neskrývaným terorem a brutalitou. Od autokracie se odlišuje tím, že usiluje o „totální“, naprostou moc, a to zpolitizováním veškeré společenské i individuální existence. Totalita je obecně charakterizována propojením autoritativní vlády a politické ideologie.
Totalitní stát zcela ovládá a řídí ekonomiku, potlačuje svobodu slova a kritiku vládnoucího režimu. Totalitní režim zasahuje do všech stránek veřejného i soukromého života, přesněji smazává rozdíl mezi soukromým a veřejným životem a neuznává svobodného jedince ani žádnou hranici své moci.
Mezi ideologie inklinující k totalitnímu režimu lze zařadit fašismus, komunismus, nacismus a nebo korporativismus, k totalitě mohou směřovat i některé formy demokracie. Totalitní rysy mohou mít též absolutní monarchie, ale ty se historicky míjí s režimy běžně označovanými jako totalitní.
Totalitní systémy se vyznačují charakteristickými rysy a při svém ustavení a působení užívají obyčejně několik z následujících nástrojů (příklady):
- znásilnění a přizpůsobení ústavy, vyřazení demokracie a absence svobodných voleb,
- státem vynucovaná ideologie (indoktrinace školství) a přepisování dějin (např. o účasti americké armády[4] na osvobozování Československa),
- vláda jedné strany (NSDAP, KSSS, KSČ, Čung-kuo Kung-čchan-tang, Čosŏn, Baas): státní aparát je ovládán jednou stranou (čemuž může předcházet infiltrace, podřízení jiných a tvorba závislých stran – viz Obrozená Národní fronta Čechů a Slováků (1948-1990)), nebo vláda armády (Myanmar)
- podněcování nenávisti proti jinému národu, jeho vysídlení nebo vyhnání a v extrémním případě vyhlazení (šoa), podněcování nenávisti proti skupinám lidí („třídnímu“ či politickému „nepříteli“) nebo jednotlivcům včetně masové hysterie (proces s Dr. Miladou Horákovou 31. května – 8. června 1950)[5][6]
- další exemplární tresty (např. vyhlazení obcí a osad),
- zřizování koncentračních táborů, nebo gulagu,
- vzbuzování závisti a okrádání vymezené části společnosti a současné odměňování stoupenců moci,
- omezení svobody projevu, včetně autocenzury (lidé se obávají vyslovit názor), kontrola tisku a přidělování papíru,
- výchova k udavačství[zdroj⁠?!],
- zákaz držení zbraní občany,[zdroj⁠?!]
- policejní kontrola a sledování občanů včetně používání mimosoudní represe a zastrašování,
- postih oponentů a jejich potomků (znemožnění vzdělání, zaměstnání, sociálních aktivit, odnětí svobody, nucené práce, mučení) – mnohdy dochází k postihu celé řady lidí – např. po zveřejnění článku Bohumila Peroutky k 28. říjnu 1969 vsetínští normalizační komunisté trestali nejen autora, ale i cenzora a šéfredaktora, čímž byl autor dohnán k sebeupálení,
- likvidační sankce vůči médiím, které by umožnily publikaci názorů oponentů,
- centrální řízení státu, omezení pravomocí menších samosprávních celků,
- omezení shromažďování a zákazy demonstrací,
- omezení spolčování (v Československu od r. 1947 zákonem č. 145/1947 Sb. – zakázán byl např. spolek vegetariánů Mazdaznan): povolené organizace byly řízeny KSČ a prosáknuty StB,
- omezení pohybu vlastních občanů, zejména do zahraničí, až po uzavření hranic a střelbu na uprchlíky,
- monopol na prostředky masové komunikace a zásahy do internetu
- monopol na kulturu (žádná literatura, žádná divadelní představení a žádné filmy bez povolení)
- organizovaná adorace například vůdce (kult osobnosti) nebo událostí (např. tzv. Velké říjnové socialistické revoluce v komunistickém Československu) jakož i organizovaná účast na oslavách a průvodech před tribunou s představiteli moci.

## Vývoj významu termínu
| „                  | Vše ve státě, nic proti státu, nic mimo stát. | “ |
| — Benito Mussolini |                                               |   |

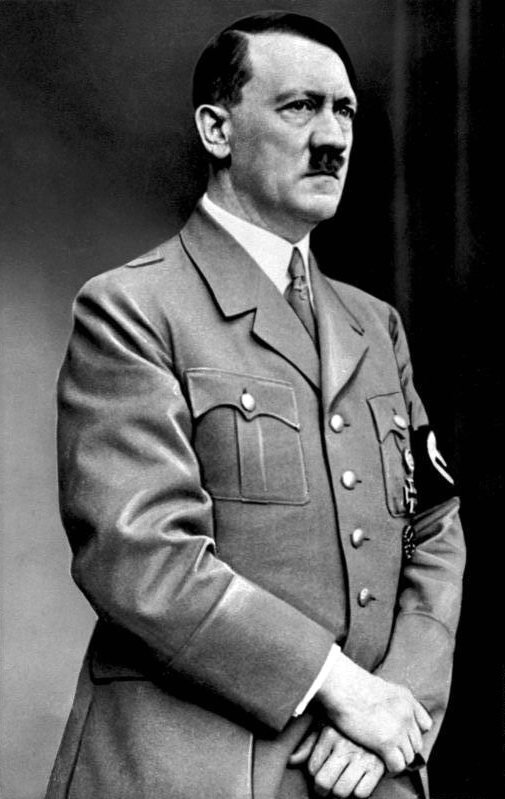
Adolf Hitler

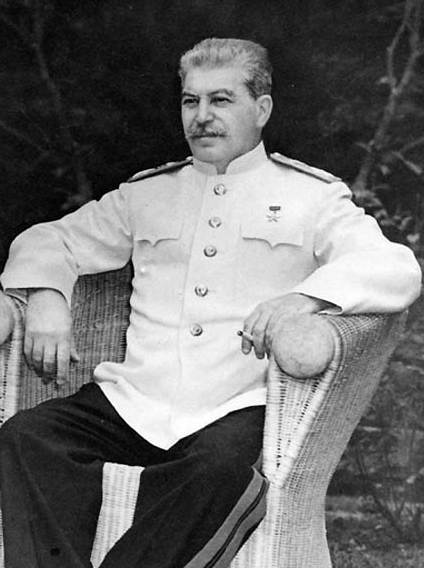
Josif Stalin

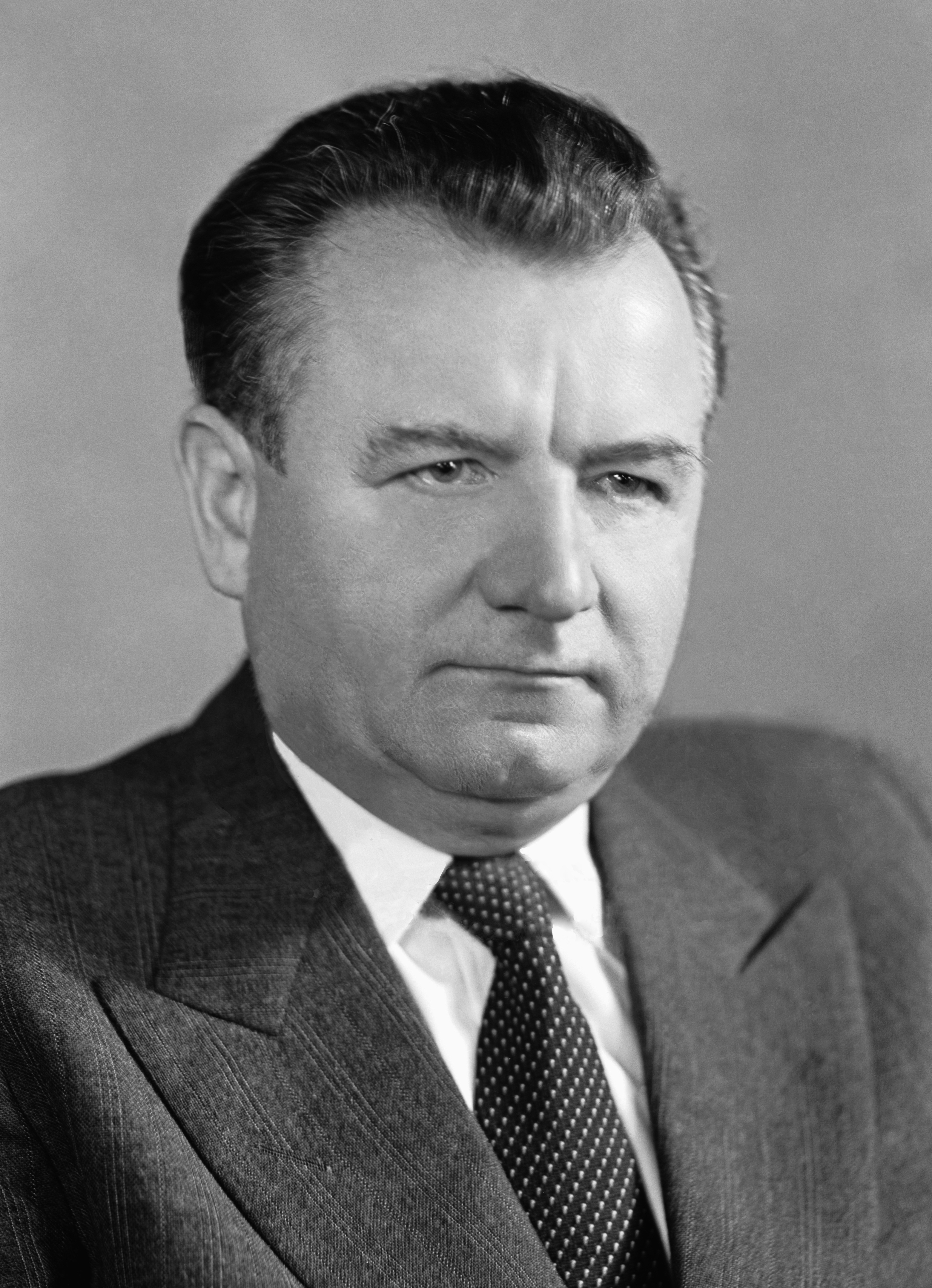
Klement Gottwald

Kim Ir-sen

Běžně se udává, že představu totalitarismu jako totální politické moci formuloval v roce 1923 Giovanni Amendola, který popsal italský fašismus jako systém fundamentálně odlišný od prosté diktatury. Pojem byl v pozitivním významu uváděn v zápiscích Giovanniho Gentileho, italského filosofa a teoretika fašismu. Používal výraz „totalitario“ k popsání struktury a cílů nového státu.
Nový stát měl poskytovat „totální zastoupení národa a totální vedení národních cílů“. Popsal totalitarismus jako společnost, ve které ideologie měla vliv nebo moc na většinu svých občanů. Podle Benita Mussoliniho tento system politizoval všechno spirituální a lidské. Farář Luigi Sturzo navazuje na Amendolu svým popisem totality jako netolerantního, politicky centralistického, autoritativního proudu diktatury. Tak, jak ji definoval Sturzo, je totalitní forma vlády chápána dodnes. Svobodomyslný Curzio Malaparte to k nelibosti Mussoliniho charakterizoval jako „systém, kde vše, co není zakázané, je povinné“.
Za zmínku stojí, že kořeny tohoto pojmu lze vystopovat již v textech Sieyèse z období Francouzské revoluce, který používá termín res total (ré-totale).

### Raný koncept a užití
První, kdo použil termín totalitarismus, byl rakouský spisovatel Franz Borkenau ve své knize z roku 1938 „Komunistická internacionála“, ve které poznamenal, že totalitarismus spíše sovětskou a německou diktaturu sjednocoval, než odlišoval. I Sung-man, který se později stal prvním prezidentem Korejské republiky, ve své knize „Japan Inside Out“ z roku 1941 použil termín totalitarismus ke kategorizování japonské nadvlády nad mnoha asijskými národy proti demokratickému světu, kde jsou jedinci důležitější než společnost sama.
Během sérií přednášek v roce 1945 nazvaných „The Soviet Impact on the Western World“ (publikovaných jako kniha v roce 1946) se britský pro-sovětský historik E. H. Carr vyjádřil, že trend odchylování se od individualismu a směřování k totalitě je všude nepochybný a že marxismus-leninismus byl nejúspěšnější typ totalitarismu, jak dokazují růst sovětského průmyslu a také role Rudé armády při porážce nacistického Německa. „Pouze slepí a nevyléčitelní mohou tento fakt ignorovat,“ řekl Carr.
V knihách Otevřená společnost a její nepřátelé z roku 1945 a Bída historicizmu z roku 1957 rakouský filozof Karl Popper vylíčil kritiku totalitarismu. V obou dílech kontrastoval „otevřenou společnost“ liberální demokracie s totalitarismem a argumentoval na základě přesvědčení, že historie se pohybuje směrem k nezměnitelné budoucnosti v souladu se známými právními předpisy.
V knize Původ totalitarismu spisovatelka německo-židovského původu Hannah Arendtová udává, že nacistické a komunistické režimy byly novou formou vlády a ne poupravené verze starých tyranií. Dle Arendtové je zdrojem masové obliby totalitárních režimů jejich ideologie, která poskytuje utěšující, jednoduchou odpověď na záhady minulosti, současnosti a budoucnosti. Pro nacismus je celá historie historií rasového boje a pro marxismus je to historie třídního boje.

### Rozdílné názory na charakteristiku totalitarismu
Není jednoduché určit přesnou a jedinou charakteristiku totalitarismu. Myslitelé mají různé názory, a každý do charakteristiky totalitarismu zapojuje jiné prvky. Totalitarismem se zabýval velký počet autorů, zejména Raymond Aron, Lawrence Aronses, Franz Borkenau, Karl Dietrich Bracher, Zbigniew Brzezinski, Robert Conquest, Carl Joachim Friedrich, Eckhard Jesse, Leopold Labedz, Walter Laqueur, Claude Lefort, Juan Linz, Richard Löwenthal, Karl Popper, Richard Pipes, Leonard Schapiro a Adam Ulam.
Největší rozdíly názorů existují v otázce, zda je přítomnost teroru v totalitních režimech nutná. Raymond Aron tvrdí, že „totalitární panství je do značné míry určováno prvkem teroru“. Dle Hannah Arendtové je podstatou totalitních režimů právě přítomnost teroru. Oproti tomu například Giovanni Sartori a José Linz neuvažují o teroru jako o nezbytném prvku totality, ale zároveň nevylučují možnost jeho přítomnosti. Dalším prvkem, o kterém se vedou diskuze, je nutnost centrálně řízené ekonomiky. Sartori ji naprosto odmítá, zatímco Aron prosazuje.
Při zkoumání názorů jednotlivých myslitelů na totalitarismus nelze také zapomenout na přihlédnutí k časovému aspektu, protože každý z myslitelů utvářel své názory v jiném časovém období. Zatímco Arendtová znala v době svého zkoumání pouze dvě formy totalitní vlády (diktaturu národního socialismu po roce 1938 a diktaturu bolševismu od roku 1930), Sartori měl časový odstup daleko větší, a mohl tak zkoumat proměny totalitních režimů v čase. I přes rozdílnost názorů na přítomnost různých prvků v totalitarismu je možné definovat základní kritéria režimu. Za totalitářský je považován takový režim, který má pouze jediné centrum moci a vykonává absolutní vládu nad jednotlivci podle jediné ideologie. Toto pojetí je sice velmi obecné, ale přihlíží k rozdílnostem názorů různých myslitelů.

### Friedrichova a Brzezinského kritéria a Linzova charakteristika totalitarismu
Aby režim mohl být nazýván totalitním, musí splňovat určité předpoklady. Faktory totalitarismu jsou vymezeny v teorii Carla Joachima Friedricha a politologa Zbigniewa Brzezinského.
Předpoklady totalitního režimu, jak je nejprve vymezuje C. J. Friedrich, jsou:
- stanovení oficiální ideologie, která je předkládána režimem a akceptována lidem
- absolutní kontrola veškerých ozbrojených složek státu
- absolutní kontrola nad médii
- užívání fyzických a psychologických nástrojů k regulaci veřejnosti

Tato Friedrichova teorie byla později rozvinuta Brzezinského klíčovým posledním bodem:
- absolutní centralistická kontrola ekonomiky

V této podobě zůstávají Freidrichova Brzezinského kritéria totalitarismu nezměněna dodnes.
O práci Freidricha a Brzezinského se ve své vlastní definici totalitarismu opřel politolog Juan José Linz. Ten stanovil tři podmínky, při jejichž naplnění lze režim označit za totalitní:
- Existuje centrum moci monistického charakteru. Jakékoli samostatně vystupující legální instituce nejsou reálně nezávislé, nýbrž jejich existence je vždy odvozena od režimu. Ten je ovládá.
- Režimem je distribuován ideologický vzorec, s nímž se ztotožňuje vládnoucí skupina. Tato ideologie je základním rysem prováděné politiky, ale kromě politiky je namířena i přímo do sociálního myšlení občanů.
- Od společnosti je (typicky pod hrozbou perzekuce) vyžadována aktivní účast na plánech režimu. Od občanů se očekává nadšení, ne trpná poslušnost, jaká je vysledovatelná u autoritativních režimů.[16]

## Rozdíl mezi autoritativním režimem a totalitou
Podle Karla Loewensteina pojem autoritarismus označuje politickou organizaci, ve které jediný držitel moci, ať už osoba, diktátor, junta nebo strana, monopolizuje politickou moc. Pojem autoritářství tak označuje spíše strukturu vlády než strukturu společnosti. Autoritativní režim ohraničuje sám sebe na politické řízení státu.
Techniky vlády totalitního režimu jsou nevyhnutelně autoritářské. Přesto totalitní režim činí více. Pokouší se vázat soukromý život, duši a morálku svých občanů k dominantní ideologii. Propagovaná ideologie prostupuje všechny kouty a škvíry společnosti; jeho ambice jsou totální.
Totalitní režim chce zničit občanskou společnost, tedy komunitu nezávislou na státě. Italští fašisté nezničili sociální struktury kompletně, a tak tyto země mohly snáze přijmout demokracii, obzvláště po naprosté porážce, ke kterému dovedl Itálii autoritativní režim ve druhé světové válce. Pokusy o reformu režimu v Sovětském svazu nevedly nikam, protože nevládní instituce, ať už ekonomické nebo sociální, byly vybudovány daleko méně. Výsledky snah o reformu nemohly reformovat komunismus nebo obnovit demokracii, ale vyvolaly progresívní úpadek organizovaného života.
Skutečný svět je obtížné vtěsnat do slovních kategorií, a tak je pojem totalitarismus zdrojem téměř nekonečných diskusí, který režim v kterém období ještě byl totalitou a který již ne. Na tento problém narazili již zakladatelé totalitární školy (H. Arendtová, R. Aron), kteří si rovněž uvědomovali základní diametrální rozdíl mezi například Frankovým režimem a Hitlerovým nacionálním socialismem.
Ve svém komentáři porovnávajícím náboženství a totalitarismus Christopher Hitchens řekl „nutkání zakázat a cenzurovat knihy, umlčet disidenty, odsuzovat lidi stojící mimo, vpadnout do jejich soukromé sféry a vyvolat exkluzívní spásy jsou esencí totalitarismu.“
| Aspekt srovnání                                                 | Autoritativní režim | Totalitní režim |
| --------------------------------------------------------------- | ------------------- | --------------- |
| autonomie společenských struktur a nepolitické sféry            | Ano                 | Ne              |
| kontrola všech aspektů života společnosti                       | Ne                  | Ano             |
| snaha o absolutní kontrolu ekonomické činnosti                  | Ne                  | Ano             |
| vůdčí úloha jediné masové strany                                | ne/omezená          | Ano             |
| ovládnutí státních struktur představiteli vládnoucí strany      | Ne                  | Ano             |
| legální či pololegální politická opozice                        | Ano                 | Ne              |
| existence vůdčí ideologie                                       | Ne                  | Ano             |
| masový teror doléhající na celou společnost                     | Ne                  | Ano             |
| vypořádávání se s politickými protivníky prostřednictvím násilí | Ano                 | Ano             |
| politická mobilizace obyvatel                                   | ne/omezená          | Ano             |
| snaha o expanzi                                                 | Ne                  | Ano             |
| vzor pro jiné země                                              | ne/omezená          | Ano             |

## Důvody vedoucí k podrobení se totalitarismu
Tímto tématem se zabývá německý sociální psycholog, sociolog a psychoanalytik Erich Fromm. Uvádí, že v moderní společnosti se člověk stává sice soběstačnějším, nezávislejším i kritičtějším, na druhou stranu ale také osamělejším, izolovanějším a úzkostlivějším. Počátek vidí v době reformace, kdy Martin Luther a Jan Kalvín zdůrazňovali špatnost a zkaženost lidské povahy a hlavní cíl viděli v pokoření lidské pýchy a oslavě Boha. Tyto vlivy pak připravily člověka na podřízenou roli vůči budoucím totalitním vůdcům. Tuto situaci v minulosti předpověděli filosofové jako například Søren Kierkegaard a Friedrich Nietzsche.
Americký psycholog a filosof John Dewey shrnul problém totalitarismu tak, že hlavní hrozbou demokracie není fakt, že existují totalitní státy, ale totalita v samotném člověku, jeho postojích a v institucích, která zapříčinila vítězství autority a vznik závislosti na vůdci.

## Totalitní architektura
Nepolitické aspekty kultury a motivů totalitních zemí byly označovaly jako „totalitní“. Například Theodore Dalrymple, britský autor, fyzik a politolog, napsal pro City Journal, že brutalismus je vyjádření totalitarismu vzhledem k tomu, že jeho betonově založený styl zahrnuje ničení jemnějších – humánnějších míst jako například zahrad.
V díle 1984 George Orwella je popsána budova Ministerstva pravdy jako „obrovský, pyramidový objekt z bílého betonu, tyčící se terasu po terase – tři sta metrů do vzduchu“. Fejetonista Ben Macintyre z deníku The Times poznamenal, že to byl „předvídavý popis druhu totalitní architektury, která bude brzy dominovat komunistickému bloku“.

## Seznam totalitních států

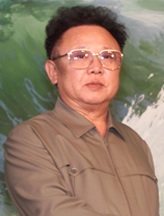
Kim Čong-il, bývalý vůdce Severní Koreje

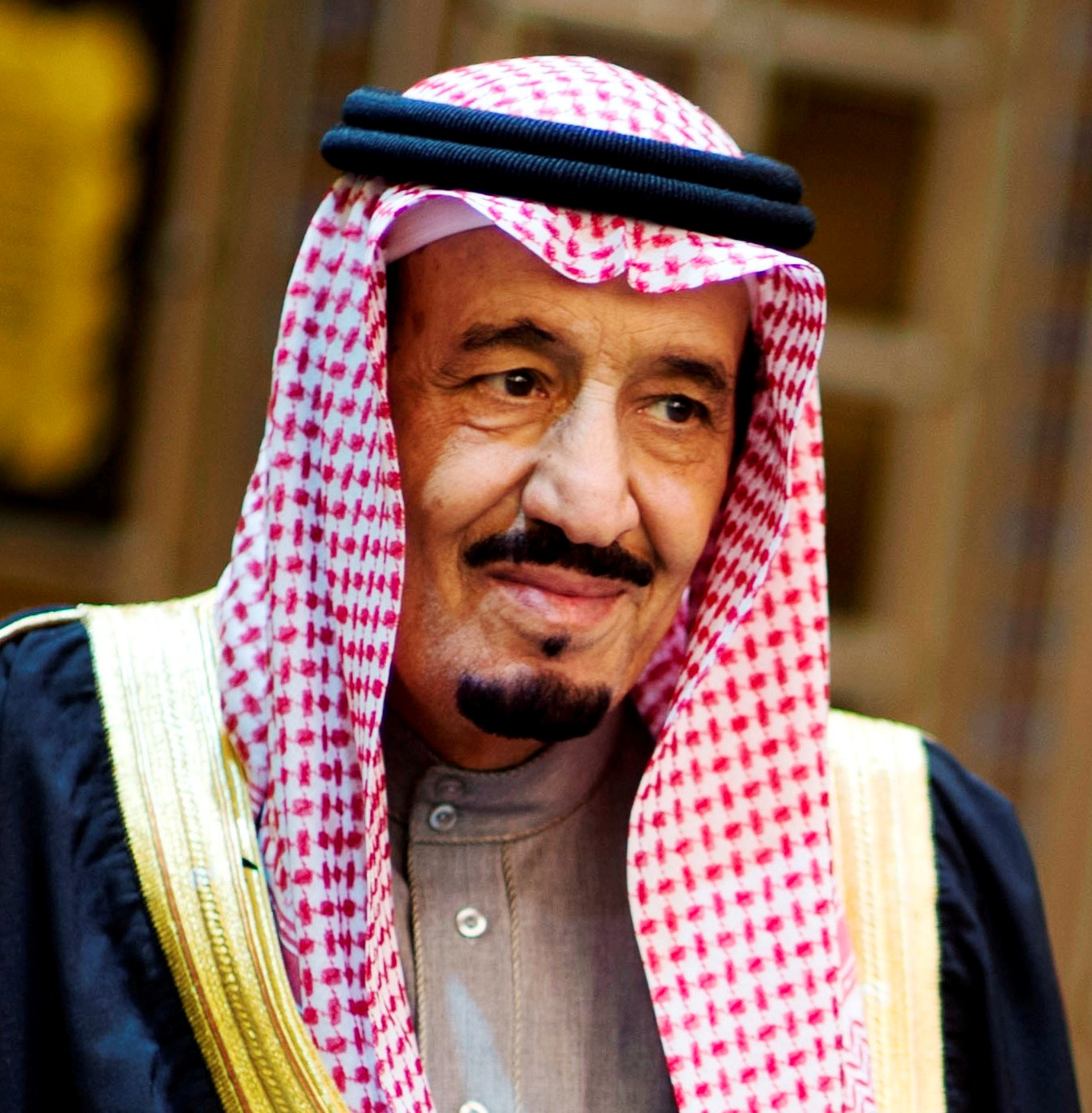
Salmán bin Abd al-Azíz, král Saúdské Arábie

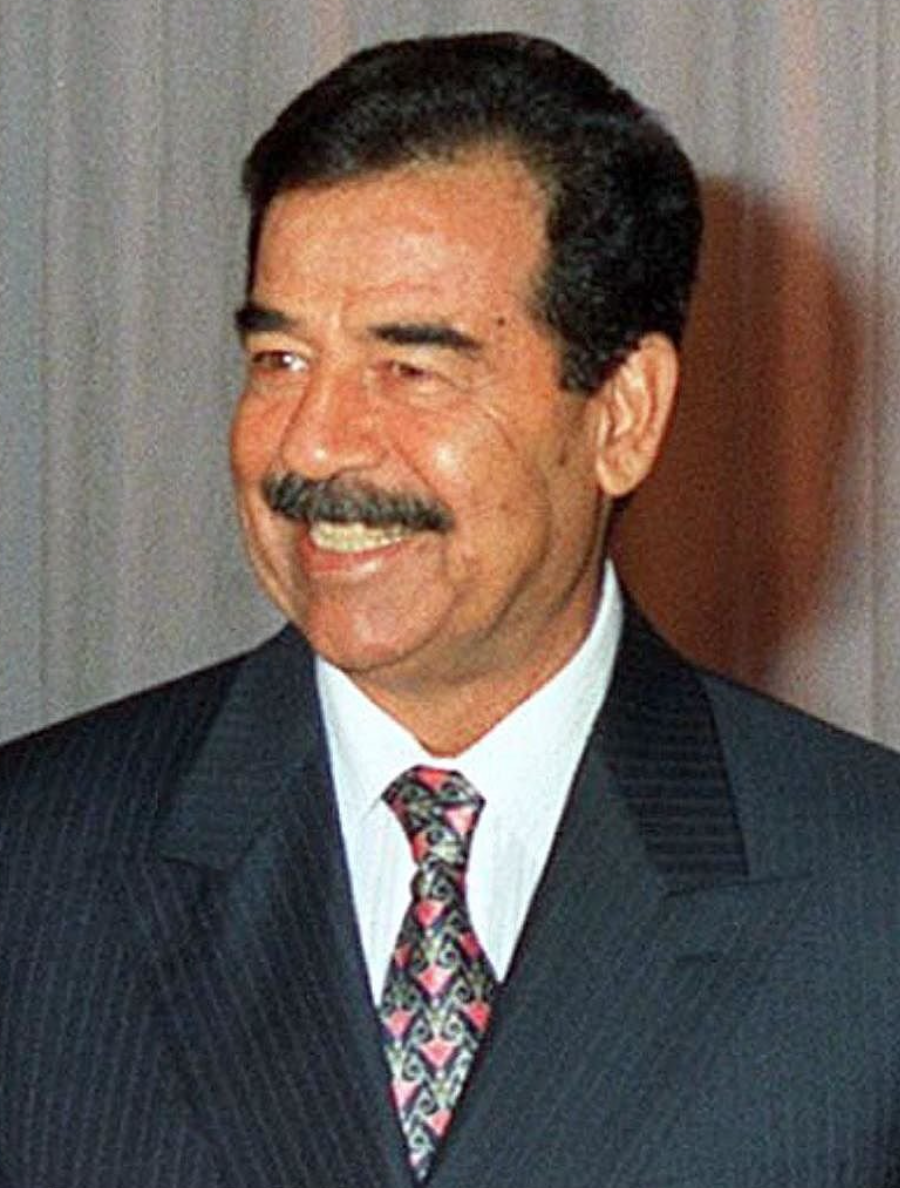
Saddám Husajn, bývalý Irácký diktátor

### Současné totalitní státy a oblasti
- Saúdská Arábie[25][26] – od 1932
- Severní Korea – od 1948
- Kuba – od 1959
- Čínská lidová republika – od 1949
- Eritrea[27] – od 1993 (prezidentská republika, postupy její vlády jsou však často označovány za totalitní.)
- Aš-Šabáb v Somálsku – od 2006
- území, které ovládá Al-Káida v Jemenu – od 2011
- území, které ovládá tzv. Islámský stát – od 2013
- území, které ovládá An-Nusrá neboli Džabhat Fatah aš-Šám v Sýrii – od 2016
- Islámský emirát Afghánistán (od 2021)
- Čečensko (režim Ramzana Kadyrova)[28]
- Turkmenistán — od 1991

### Bývalé totalitní státy
- Itálie – 1925–1945
- Sovětský svaz – 1930–1991
- Nacistické Německo – 1933–1945
- Brazílie – 1937–1945
- Slovenský stát – 1939–1945
- Albánie – 1939–1991
- Japonské císařství – 1940–1945
- Nezávislý stát Chorvatsko – 1941–1945
- Rumunská socialistická republika – 1965–1989
- Československá socialistická republika 1948–1989
- Polská lidová republika 1949–1988
- Maďarská lidová republika 1949–1988[29]
- Libye – 1969–2011
- Filipíny – 1972–1981
- Demokratická Kampučia – 1975–1979
- Argentina – 1976–1983
- Baasistický Irák – 1976–2003
- Islámský emirát Afghánistán (1996–2001)
- Al-Káida na Arabském poloostrově – 2006–2011

#### Beletrie
- George Orwell: 1984.